# Sarosa boenninghauseni
Sarosa boenninghauseni är en fjärilsart som beskrevs av Rothschild 1911. Sarosa boenninghauseni ingår i släktet Sarosa och familjen björnspinnare. Inga underarter finns listade.